# 中村優 (レースクイーン)
中村 優（なかむら ゆう、1984年10月15日 - ）は、日本のモデル・レースクイーンである。

## 人物
- 東京都出身。
- BELL所属。
- 愛称は「優ちん」
- 「saku saku」（tvk）の3代目MCで有名なタレントの中村優と同姓同名だが、全くの別人。

## レースクイーン
- 2004年　GT選手権マッハゴーマッハ車検ギャル
- 2004年　スーパー耐久アドバンUNCLEレースクイーン
- 2005年　スーパー耐久岡部自動車モータースポーツハーツレーシングガールズ
- 2005年　茂木DE耐バナナボーイズレーシングガール

## キャンギャル
- カスタムマジェスティTOPブランドBELLイメージガールBELLGAL（総合プロデューサー＆リーダー）
- フリーペーパー情報誌パチコミ勝利の女神パチっ娘ラウンドガール
- VORTEX VIII～旋風～エスコートガール
- MG BEARS FIGHT 2005 THIRD in お台場MGガール

他

## TV
- 中井正広のブラックバラエティ（日本テレビ）